# Pedro Sinzig
Frei Pedro Sinzig (* 29. Januar 1876 in Linz am Rhein; † 8. Dezember 1952 in Düsseldorf) war ein brasilianischer Franziskaner, Komponist, Schriftsteller und Journalist deutscher Herkunft.

## Leben
Petrus Sinzig studierte nach seinem Eintritt in den Franziskanerorden Philosophie und Theologie in Harreveld bei Lichtenvoorde (Niederlande). 1893 reiste er als Missionar nach Brasilien aus und wurde kurz vor seiner Priesterweihe in Salvador da Bahia 1898 brasilianischer Staatsbürger. Er gründete 1902 die Zeitschrift Cruzeiro do Sul in Lages, 1910 den Verlag und die Druckerei Centro da Boa Imprensa in Petrópolis, redigierte von 1908 bis 1920 die Zeitschrift Vozes de Petrópolis und war Organisator des ersten Congresso Nacional dos Jornalistas Católicos. 1910 stellte er auf einer Vortragsreise durch Deutschland Brasilien als Land geistiger und künstlerischer Möglichkeiten vor. Zum Zweck des brasilianisch-deutschen Kulturaustausches gründete Sinzig die Gesellschaft Pró-Arte. Er war Professor und Direktor der Escola de Música Sacra und veröffentlichte die Zeitschrift Música Sacra und das Filmjournal A Tela. Weiterhin war er Mitglied der Academia Brasileira de Música (Stuhl 5), mit deren Präsidenten Heitor Villa-Lobos er befreundet war.
Neben zahlreichen Musikkritiken verfasste Sinzig um die fünfzig Romane, Novellen, Essays und Übersetzungen, ein Musiklexikon sowie Biographien des Patres Rogério Neuhaus und Fabiano de Cristo. 1922 erschienen seine Erinnerungen Reminiscências de um Frade (deutsch 1925: Mönch und Welt: Erinnerungen eines rheinischen Franziskaners in Brasilien, in zweiter Auflage unter dem Titel Lebendig begraben?).
Sinzig trat als Dirigent auf und komponierte etwa 70 vor allem kirchenmusikalische Werke, darunter 14 Messen, sechs Litaneien und vier Prozessionsmärsche, die Oper Frei Antônio zum vierhundertsten Jahrestag der Gründung São Paulos 1954 sowie folkloristische Stücke.
Unter den Deutschbrasilianern warnte P. Sinzig vor jeglicher Annäherung an den Nationalsozialismus. Schon 1937 hatte die deutsche Botschaft in Rio de Janeiro ans Auswärtige Amt berichtet, dass Pater Sinzig zusammen mit Juden gegen Hitler hetze. Aufsehen erregte sein 1938 in Rio de Janeiro erschienenes Buch O Nazismo sem Máscara. Fatos e Documentos (Der Nazismus ohne Maske. Tatsachen und Dokumente), veröffentlicht unter dem Pseudonym João Bauer Reis. Denn Pedro Sinzig wusste, was er riskierte. Als die Autorschaft offenbar wurde, antworteten die Nazis mit Repressalien gegen seine Verwandten in Deutschland. Er war maßgeblich an der Gründung der Bewegung „Freies Deutschland“ 1942 durch deutsche und österreichische Nazigegner in Brasilien beteiligt.
P. Sinzig starb 1952 während einer Deutschlandreise.

## Schriften

### Literarische Werke in deutscher Sprache
- Die schöne Jüdin. Erzählung aus der Kurkölnischen Zeit. Butzon & Bercker, Kevelaer 1927
- Sturm am Rhein. Erzählungen aus dem kurkölnischen Linz. Butzon & Bercker, Kevelaer 1930

### Literarische Werke in portugiesischer Sprache
- Não desanimar. Romance contemporaneo. Vozes, Petrópolis 1912.
- Pela mão de uma menina. Vozes, Petrópolis 1913.
- Violetas. Contos. Vozes, Petrópolis 1913.
- O Zepelim e o cão de casa. Vozes, Petrópolis o. J.
- De automóvel para o céu, Guaira, Curitiba 1943.

### Schriften zur Literatur
- A Caricatura na Imprensa Brasileira. Vozes, Petrópolis 1911.
- Através dos Romances. Vozes, Petrópolis, Band 1: 1915; Band 2: 1917.
- Pelo Brasil e pela Fé. Guia na imprensa, literatura e arte religiosa. Centro da Boa Imprensa, Petrópolis 1922.
- Os nossos Escritores. Vozes, Petrópolis o. J.

### Schriften zu Gesellschaft, Politik und Religion
- Aus dem Tagebuch von P. Petrus Sinzig OFM bei seinem Sozialeinsatz in Cansanção. In: Brasilien Dialog, Jg. 2002, Heft 3/4, S. 29–32. (über Canudos)
- Guerra!!! Quadro da actualidade. Vozes, Petrópolis 1915.
- Santo Antonio do Rio de Janeiro. Historia de seu convento e catalogo da exposição antoniana do 7. centenario da morte do santo. Rio de Janeiro 1931.
- Tempestades. O Bolchevismo por dentro. Artes Graphicas, Rio de Janeiro 1931.
- O Nazismo sem Máscara. Fatos e Documentos. L.A.Josephson, Rio de Janeiro 1938.
- O mês de Maria e a Folhinha. Civilização Brasileira, Rio de Janeiro 1942.
- Zahlreiche Beiträge im von ihm seit 1910 herausgegebenen Jahrbuch der südbrasilianischen Franziskanerprovinz von der Unbefleckten Empfängnis. Vozes, Petrópolis.

### Musikwissenschaftliche Beiträge
- Dicionário Musical. Pelo mundo do som. Kosmos Editora, Rio de Janeiro 1947.
- Zahlreiche Beiträge in der von ihm seit 1941 herausgegebenen Monatszeitschrift Música Sacra, Petrópolis.[7]

### Biographische und autobiographische Werke
- P. Rogerius Neuhaus. Ein deutscher Franziskaner in Brasilien 1863-1934. Butzon & Bercker. Kevelaer 1935.
- Reminiscências de um Frade. Vozes, Petrópolis 1917.
  - Deutsche Übersetzung: Lebendig begraben? Erinnerungen. Übersetzt von Maria Kahle. Herder, Freiburg 1922.
  - Neuausgabe unter dem Titel: Mönch und Welt. Erinnerungen eines rheinischen Franziskaners in Brasilien. Herder, Freiburg 1925.

## Kompositionen
- Benedicite
- Sursum Corda
- Cecília
- Cem Prelúdios para Órgão, auch als Laudes in Organo (Op. 27) genannt.
- Catecismo em Cânticos
- Jóia do Cantochão
- Paixão segundo São João (Johannespassion)
- Natal! Natal! (Oratorium, Text von Jónatas Serrano)
- São Francisco Seráfico
- Maria Santíssima
- Cantata Santa Cecília
- Cancioneiro de Modinhas Populares
- Modinhas Brasileiras
- Minha Terra
- Salve Brasil
- Estrelas e Flores
- O Brasil Cantando